# Aleksandrowska Wojskowa Akademia Prawnicza
Aleksandrowska Wojskowa Akademia Prawnicza, w literaturze także Aleksandrowska Wojskowa Akademia Prawa (ros. Александровская Военно-юридическая академия) – jedna z renomowanych uczelni wojskowych dla starszych oficerów Armii Imperium Rosyjskiego, założona w Sankt Petersburgu w 1867 jako Wojskowa Akademia Prawnicza (ros. Военно-юридическая академия, do 1908) i kształcąca oficerów dyplomowanych w dziedzinie prawa. 
Aleksandrowska Wojskowa Akademia Prawa to jedna z nielicznych na świecie (o ile nie jedyną) wyższych uczelni, która specjalizowała się w kształceniu prawników wojskowych. 
W XVIII i na początku XIX wieku w Rosji audytorzy, którzy odpowiadali za prowadzenie dokumentacji w sprawach sądowych, byli rekrutowani spośród niższych rangą urzędników i pracowników biurowych, odbywających praktyczne szkolenie w ramach służby. W 1832 w Petersburg w składzie batalionu kantonistów utworzono szkołę audytorską. Wśród jej pierwszych uczniów znaleźli się absolwenci Wojskowego Instytutu Nauczycielskiego, którzy wyróżnili się podczas tłumienia buntu, jaki wybuchł w guberni nowogrodzkiej w 1831. 
W 1846 szkołę przekształcono w szkołę audytorską, którą w 1867 roku przemianowano na wojskową szkołę prawną. Zarówno szkoła, jak i oba kolegia były zamkniętymi placówkami edukacyjnymi, które zapewniały ogólną i specjalistyczną edukację prawną młodym ludziom, których następnie kierowano do pełnienia służby w departamencie audytu jako urzędnicy państwowi. Opracowując podstawowe założenia reformy sądownictwa wojskowego w 1865 uznano za konieczne mianowanie stałych członków planowanych sądów wojskowych spośród oficerów posiadających wykształcenie prawnicze. W rezultacie w 1866 roku profesorowie Uniwersytetu Petersburskiego Czebyszew-Dmitriew i Łochwicki otrzymali polecenie zaznajomienia generałów i oficerów sztabowych, którzy mieli zostać przewodniczącymi i sędziami planowanych sądów wojskowych okręgowych w Petersburgu i Moskwie, z zasadami prawa karnego i postępowania sądowego. Kilka miesięcy później w szkole audytorskiej otwarto klasy oficerskie składające się z 2 kursów, a na studentów przyjęto 35 sztabowców i wyższych oficerów armii oraz 5 oficerów marynarki. 
30 marca 1867 klasy oficerskie przemianowano na Wojskową Akademię Prawniczą, która również oferowała dwuletni cykl kształcenia. Nauczanie w klasach oficerskich i akademii miało wysoce specjalistyczny charakter: uczono tylko tego, co było absolutnie niezbędne dla prawnika wojskowego i tylko w granicach praktycznej konieczności; Najwięcej czasu poświęcono prawu karnemu i postępowaniu sądowemu (powszechnemu i wojskowemu), z zajęciami praktycznymi. 
Jednoczesne istnienie dwóch instytucji wojskowych w departamencie wojskowym – szkoły (która w 1869 otrzymała prawa wyższej uczelni) i akademii – wywołało pytanie, którą z nich należy znieść. Od 1872 w celu zbadania tej kwestii zaangażowano szereg komisji, a ponieważ Główny Wojskowy Zarząd Sądowy opowiedział się za zniesieniem akademii, w 1875 tymczasowo wstrzymano przyjmowanie nowych studentów. 
Jednak P. O. Bobrowski, mianowany na stanowisko komendanta akademii pod koniec 1875, dzięki poparciu ministra wojny, hrabiego D. A. Milutina, zdołał obronić istnienie akademii i w 1878 szkoła prawa wojskowego została zniesiona, a akademia prawa wojskowego została przekształcona na nowych zasadach. 
Zgodnie z tymczasowymi przepisami z 19 czerwca 1878 w akademii utworzono 3-letnie studia, przy czym pierwsze dwa lata poświęcono przedmiotom ogólnym prawa, a ostatni rok – przedmiotom specjalnym prawa wojskowego. Liczbę studentów ustalono na 45 oficerów (po 15 na każdym kierunku) i 10 urzędników państwowych, którzy ukończyli studia prawnicze na uniwersytetach (w ramach specjalnego kierunku).  W 1882 roku zlikwidowano nabór spośród służby cywilnej. W 1891 roku zatwierdzono Regulamin Wojskowej Akademii Prawnej (artykuły 162-262, Księga XV Wojskowej Akademii Prawnej z 1869, wydanie 2), a w 1899 Akademia otrzymała imię Aleksandra, na cześć cesarza Aleksandra II, jej sierpniowego założyciela. 
Zgodnie z obowiązującymi przepisami do akademii prawa wojskowego przyjmowano oficerów o stopniu nie wyższym niż kapitan sztabowy gwardii lub kapitan innych rodzajów sił zbrojnych, którzy pełnili służbę w stopniu oficerskim przez co najmniej 4 lata i zostali zaakceptowani przez przełożonych; spośród nich ci, którzy ukończyli pełny kurs szkół średnich (7 lub 8 klas), byli przyjmowani na młodszy kurs po zdaniu egzaminu konkursowego z historii literatury rosyjskiej, historii, geografii, fizyki, mechaniki, kosmografii i chemii, administracji wojskowej, prawodawstwa wojskowego oraz 2 języków (francuskiego i niemieckiego) w wymiarze kursu korpusu kadetów i szkół wojskowych, przy czym z literatury rosyjskiej wymagane było uzyskanie co najmniej 10 punktów. Osoby, które ukończyły studia wyższe na kierunku nauk prawnych, mogły ubiegać się o przyjęcie bezpośrednio do klasy starszej, po zdaniu egzaminu sprawdzającego z przedmiotów głównych klasy niższej i średniej (prawo karne, cywilne i państwowe oraz postępowanie karne), administracji wojskowej i prawodawstwa  wojskowego. Studenci studiów stacjonarnych (45 osób z wojsk lądowych i nie więcej niż 5 oficerów marynarki wojennej) otrzymywali zwiększoną pensję i coroczne stypendium na książki. Konferencja miała prawo, za zgodą Ministra Wojny, przyjmować studentów nadliczbowych, którzy nie otrzymywali dodatkowego wynagrodzenia, ale korzystali ze wszystkich praw i świadczeń na równi ze studentami regularnymi. Akademia kształciła w zakresie: prawa karnego, cywilnego, karnego państwowego i karnego wojskowego, postępowania karnego i wojskowego, administracji wojskowej (te 7 przedmiotów uważano za główne), encyklopedia prawa z historią filozofii prawa, historią prawa rosyjskiego, prawem finansowym, policyjnym, kościelnym i międzynarodowym, procedurą cywilną, ekonomią polityczną, medycyną sądową z anatomią i fizjologią, psychologią i logiką, historią rosyjskiego ustawodawstwa wojskowego i wojskowymi przepisami karnymi państw obcych (te 12 przedmiotów uważano za pomocnicze). W dwóch pierwszych klasach prowadzone były lektoraty językowe (rosyjski, francuski i niemiecki), a w klasie starszej zajęcia praktyczne z zakresu wojskowego postępowania sądowego. Każdy oficer musiał do końca kursu złożyć pracę pisemną na wybrany temat z jednego z głównych przedmiotów; pracę tę oceniała komisja po wysłuchaniu opinii słuchaczy i komentarzy profesorów, którzy ją recenzowali. Osoby, które ukończyły kurs z wynikiem pozytywnym, otrzymywały prawo do noszenia odznaki akademickiej; osoby, którym po ukończeniu studiów przyznano lokaty I kategorii, awansowały na następny stopień (zamiast awansu na kapitana gwardii i podpułkownika innych wojsk wypłacano roczną pensję) i byli przyjmowani do Głównego Zarządu Sądownictwa Wojskowego, a po roku kierowani do właściwej jednostki sądowej wojska wraz z mianowaniem na dane stanowisko; Ci, którzy ukończyli kurs na poziomie 2, wracali do swoich jednostek. 
Honorowym prezydentem akademii został hrabia D. A. Milutin, a członkami honorowymi P. O. Bobrowski, A. N. Kuropatkin i N. N. Masłowv. Od 1880 roku w akademii kształcono także oficerów armii serbskiej i bułgarskiej. 
W okresie istnienia akademii (1866–1904) studia ukończyło 794 oficerów (w tym 48 oficerów marynarki wojennej i 19 oficerów armii serbskiej i bułgarskiej) oraz 35 urzędników państwowych. Spośród tych, którzy ukończyli kurs, 161 osób (76,3%) wstąpiło do wydziału sądownictwa wojskowego przed 1878; od 1878 do 1891 - 181 osób, czyli 80,1% wszystkich absolwentów. Do roku 1910 Akademię Aleksandrowską ukończyło 902 oficerów. Łącznie akademię ukończyło około 1000 prawników wojskowych. Akademia została zamknięta w grudniu 1917 .

## Komendanci Akademii
- 25.12.1875 – 01.01.1897 – generał major (generał porucznik) Pawieł Bobrowski;
- 26.01.1897 – 30.07.1905 – generał porucznik Florenty Płatonow;
- 24.09.1905 – 06.10.1908 – generał porucznik (od 22.04.1907 generał piechoty) Władimir Baskow;
- 16.06.1908 – 25.02.1911 – generał major (od 06.12.1908 generał porucznik) Nikołaj Kirilin;
- 25.02.1911 – 21.05.1912 – generał porucznik Michaił Borodkin;
- 06.04.1912 – 04.08.1917 – generał major (od 04.14.1913 generał porucznik) Aleksiej Zwonnikow[1] .

## Wykładowcy Akademii
- Konstantin Kawielin;
- Nikołaj Niekludow;
- Siergiej Berszadski;
- Nikołaj Siergiejewski;
- Nikołaj Korkunow;
- Władimir Kuzmin-Karawajew;
- Dmitri Bessonow.

## Znani absolwenci
Absolwenci – Polacy, generałowie:
- Kajetan Afanasowicz (ur. 1854);
- Paweł Chrzanowski (1846–1914);
- Konstanty Dowbor-Muśnicki;
- Marcin Gabriałowicz;
- Bronisław Ginejko (ur. 1857);
- Leon Iwanowski (1869–1943);
- Witold Koreywo (ur. 1859);
- Piotr Koreywo (1856–1923);
- Olgierd Szczerbowicz-Wieczór;
- Modest Romiszewski;
- Jan Konrad Roszkowski (1855–1926);
- Henryk Rylke (1845–1917);
- Władysław Tomaszewicz;
- Aleksander Wojewódzki[2].